# Xerociris
Xerociris là một chi bướm đêm thuộc họ Noctuidae.

## Loài
- Xerociris wilsonii Grote, 1863